# Mooghaun North-skatten
Mooghaun North-skatten eller Great Clare-fundet er et vigtigt depotfund fra bronzealderen fundet ved Mooghaun North, nær Newmarket-on-Fergus i County Clare, Irland. Det består af en af de største guldfund fra bronzealderen, som nogensinde er fundet nord for Alperne. Det blev fundet i 1854, og bestod af omkring 150 genstande. De fleste genstande blev solgt til lokale guldsmede, og omsmeltet, og kun 29 genstande overlevede. De bevarede dele af skatten er delt mellem National Museum of Ireland i Dublin og British Museum i London.
Mooghaun North-skatten er nummer 11 i A History of Ireland in 100 Objects.